# Motore orbitale Sarich

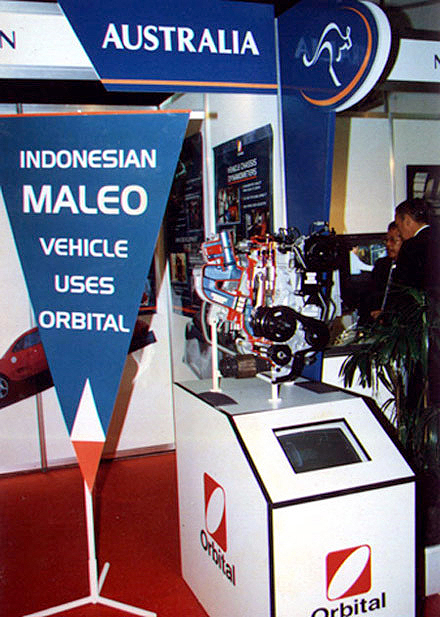
Motore che incorpora OCP (Orbital Combustion Process), in mostra a Jakarta

Il motore orbitale Sarich è un tipo di motore a combustione interna, inventato nel 1972 da Ralph Sarich, un ingegnere di Perth, in Australia, che presenta un movimento orbitale piuttosto alternativo delle sue parti interne. Si differenzia dal motore Wankel, concettualmente simile, utilizzando un rotore di forma generalmente prismatica che orbita attorno all'asse del motore, senza rotazione, piuttosto che il rotore trilobato rotante del Wankel.

## Panoramica
Il vantaggio teorico è che non esiste un'area di contatto ad alta velocità con le pareti del motore, a differenza del motore Wankel in cui l'usura dei bordi è un problema. Tuttavia, le camere di combustione sono divise da pale che hanno contatto sia con le pareti che con il rotore e si dice che siano state difficili da sigillare a causa dell'intersezione perpendicolare con la girante in movimento.
Sarich ha lavorato al concetto per diversi anni senza mai produrre un motore di serie. È stato dimostrato un prototipo, in esecuzione sul banco senza carico. Il motore, che produce regimi elevatissimi, ha otto organi in movimento nella versione a sei camere rappresentata nella domanda di brevetto, più valvole per ogni camera. Presumibilmente può essere alimentato da aria compressa o vapore e può essere azionato come una pompa.
Nel brevetto, il motore è descritto come motore a combustione interna a due tempi, ma il brevetto afferma che con un meccanismo a valvola diverso potrebbe essere utilizzato come un motore a quattro tempi.
È necessario un soffiatore poiché il ciclo a due tempi non fornisce l'aspirazione necessaria per aspirare la miscela nella camera.

## Problemi tecnici
Il motore orbitale Sarich ha una serie di problemi fondamentali irrisolti che gli hanno impedito di diventare un motore utilizzabile. Alcuni componenti chiave non possono essere raffreddati e altri non possono essere facilmente lubrificati, quindi è molto suscettibile al surriscaldamento. In una conferenza stampa in cui Sarich ha presentato il motore, l'ingegnere automobilistico Phil Irving (progettista dei motori Vincent Motorcycle e Brabham di Formula Uno) ha sottolineato una serie di difficoltà tecniche. Alcuni processi sviluppati per il motore potrebbero essere utilizzati per altri motori, come l'Orbital Combustion Process, un precompressore aria/carburante per iniezione.

## Disegni

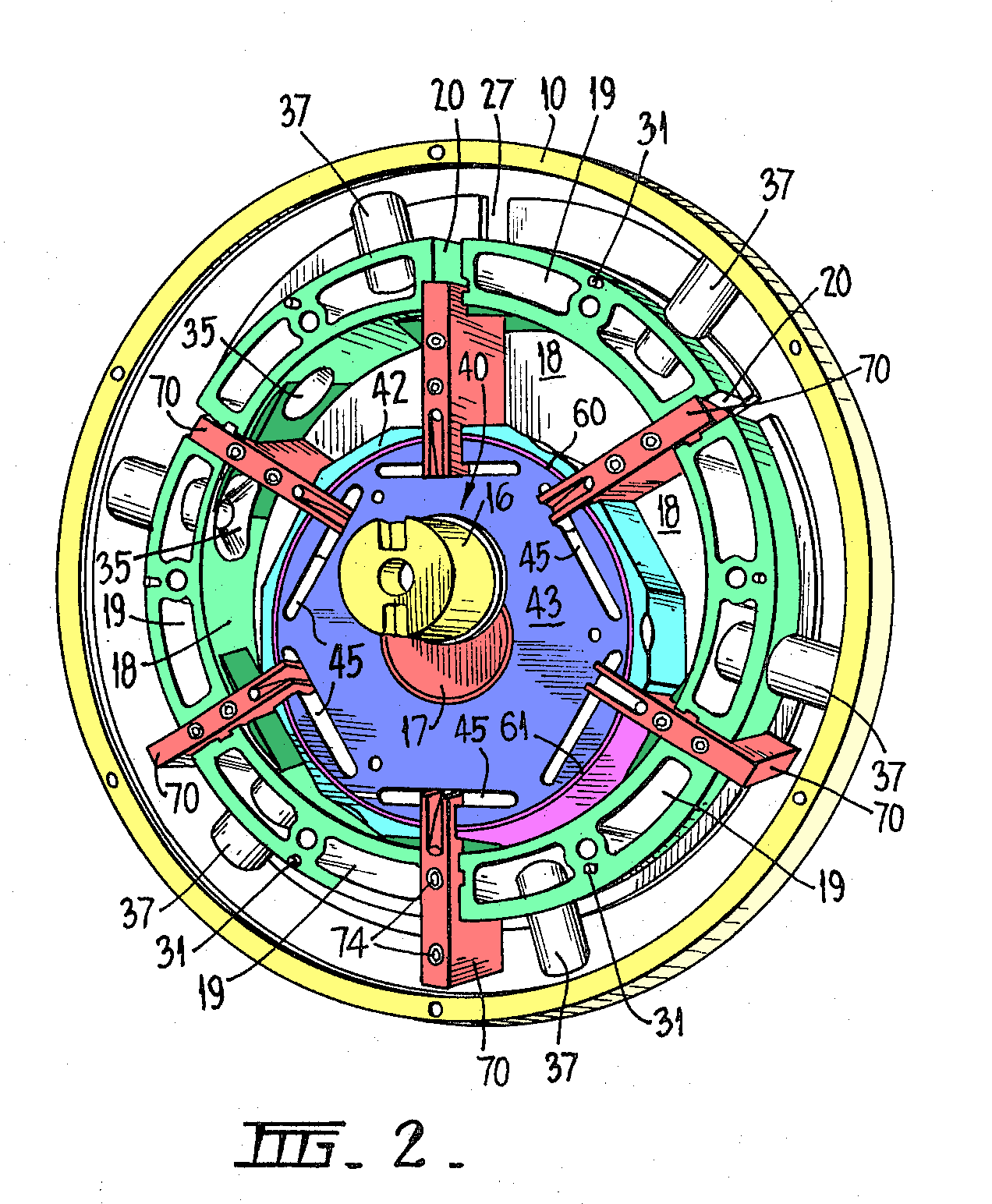
vista prospettica con il coperchio dell'estremità dello scarico e le piastre terminali della camera rimosse
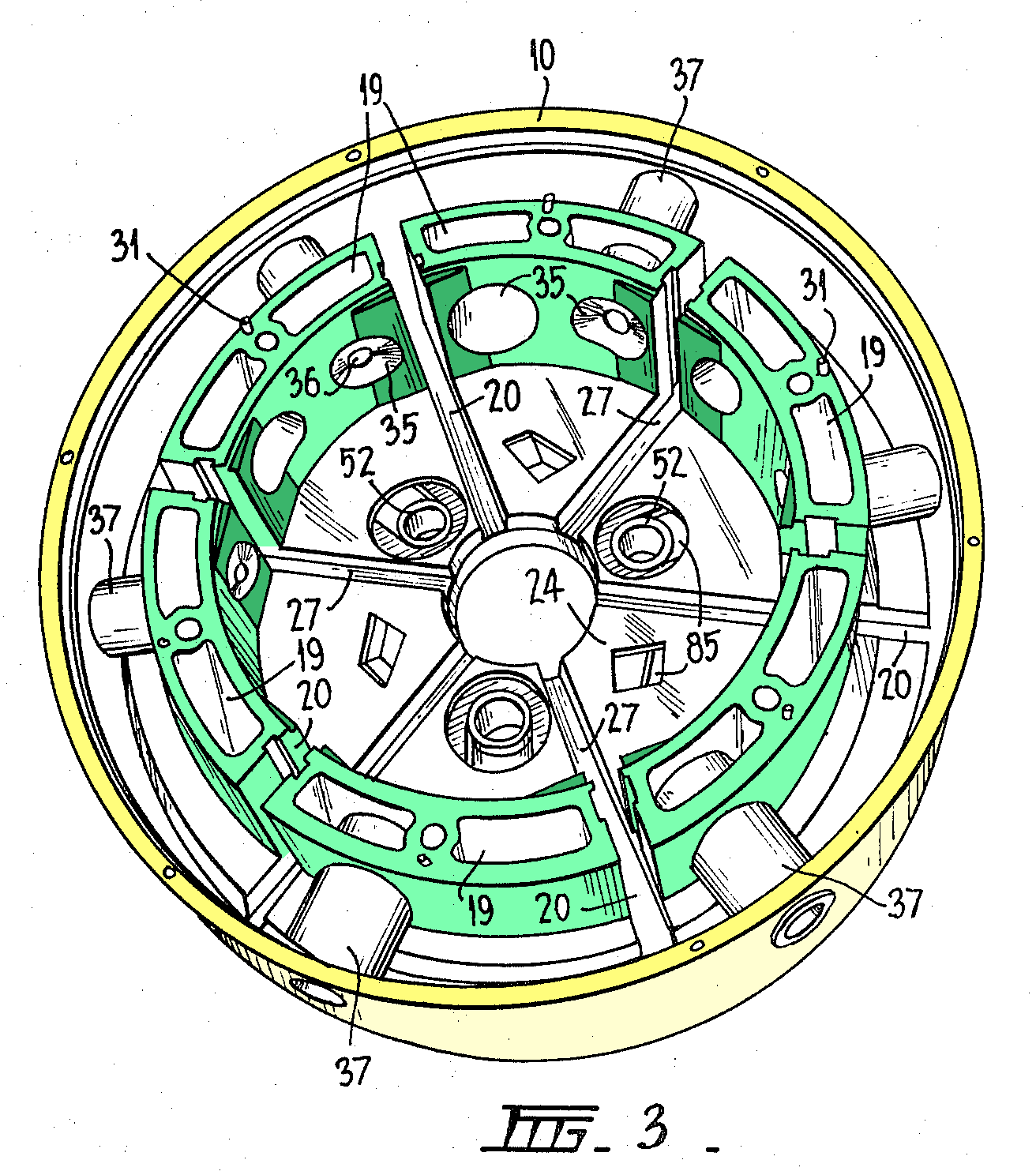
come prima ma anche con la paletta e l'elemento a camma rimossi